# What Other People Say
What Other People Say è un singolo del cantautore australiano Sam Fischer e della cantante statunitense Demi Lovato, pubblicato il 4 febbraio 2021 come secondo estratto dal settimo album in studio di Demi Lovato Dancing with the Devil... the Art of Starting Over.

## Video musicale
Il video musicale è stato reso disponibile attraverso YouTube il 16 febbraio 2021.

## Tracce
Testi e musiche di Demi Lovato, Ryan Williamson, Geoff Warburton e Samuel Fischer.
1. What Other People Say – 3:14

## Formazione
Musicisti
- Sam Fischer – voce, cori
- Demi Lovato – voce
- Ryan "Rykeyz" Williamson – cori, programmazione, batteria, basso, tastiera, percussioni
- Steve Epting – cori
- Vegaz Taelor – cori
- Chelsea "Peaches" West – cori
- Alexis James – cori
- Kaye Fox – cori
- Desiree "DesZ" Washington – cori
- Ayanna Elese – cori
- Erin Cafferky – cori
- Pat McManus – chitarra
- David Davidson – violino
- David Angell – violino
- Conni Ellisor – violino
- Karen Winkelmann – violino
- Janet Darnall – violino
- Carol Rabinowitz – violoncello
- Sari Reist – violoncello
- Craig Nelson – basso

Produzione
- Rykeyz – produzione
- Mitch Allan – produzione vocale
- Scott Robinson – registrazione
- Ryan Dulude – registrazione
- Josh Gudwin – missaggio
- Heidi Wang – assistenza al missaggio
- Chris Gehringer – mastering

## Classifiche

### Classifiche settimanali
| Classifica (2021-24) | Posizione massima |
| -------------------- | ----------------- |
| Australia            | 39                |
| Belgio (Fiandre)     | 67                |
| Canada               | 89                |
| Estonia              | 26                |
| Irlanda              | 60                |
| Lituania             | 93                |
| Nuova Zelanda        | 37                |
| Regno Unito          | 58                |
| Stati Uniti          | 107               |

### Classifiche di fine anno
| Classifica (2024) | Posizione |
| ----------------- | --------- |
| Estonia           | 59        |